# Philipp Lonitzer
Philipp Lonitzer est un historien allemand, fils de Johann Lonitzer et frère d'Adam Lonitzer, mort en 1590. 
Il abandonne l’enseignement pour devenir pasteur à Friedberg, et publia, entre autres ouvrages : 
- Chronicon Turcorum (Strasbourg, 1537, in-fol.) ;
- Theatrum historicum (1604, in-4°), trad. de Hondorff;
- Militarium apud Turcas officiorum expositio (1578) ;
- Insignia Cæsaris, electorum, etc., explicata (1579, in-4°).

## Source
« Philipp Lonitzer », dans Pierre Larousse, Grand dictionnaire universel du XIXe siècle, Paris, Administration du grand dictionnaire universel, 15 vol., 1863-1890 [détail des éditions].